# Lista siturilor arheologice din județul Sălaj - N
Lista siturilor arheologice din județul Sălaj - N conține toate siturile arheologice din județul Sălaj înscrise în Repertoriul Arheologic Național (RAN) și aflate în localități al căror nume începe cu litera N. RAN este administrat de Ministerul Culturii și Patrimoniului Național și cuprinde date științifice, cartografice, topografice, imagini și planuri, precum și orice alte informații privitoare la zonele cu potențial arheologic, studiate sau nu, încă existente sau dispărute.
Puteți căuta un sit din localitățile care încep cu litera N folosind formularul de mai jos sau puteți naviga prin toate siturile din județ la Lista siturilor arheologice din județul Sălaj.
| Cod RAN                                   | Denumire | Localitate                     | Adresă              | Datare               | Descoperit | Coordonate | Imagine           | Erori            |
| ----------------------------------------- | --- | ------------------------------ | ------------------- | -------------------- | ---------- | ---------- | ----------------- | ---------------- |
| 140994.01.01 (Cod LMI: SJ-I-m-B-04923.01) | Situl arheologic de la Naimon - "Balvanyos" / ansamblu anonim (Categorie: locuire civilă) (Tip: Așezare)                      | sat Naimon, comuna Dobrin      | Balvanyos           | Tiszapolgár          |            |            | Încărcați imagine | Raportați eroare |
| 140994.01.02 (Cod LMI: SJ-I-m-B-04923.02) | Situl arheologic de la Naimon - "Balvanyos" / ansamblu anonim (Categorie: locuire civilă) (Tip: Așezare)                      | sat Naimon, comuna Dobrin      | Balvanyos           |                      |            |            | Încărcați imagine | Raportați eroare |
| 141660.01.01 (Cod LMI: SJ-I-s-B-04924)    | Situl arheologic de la Negreni - "Șesul Mic" / ansamblu anonim (Categorie: locuire civilă) (Tip: Așezare)                     | sat Negreni, comuna Ileanda    | Șesul Mic           |                      |            |            | Încărcați imagine | Raportați eroare |
| 141660.01.02 (Cod LMI: SJ-I-s-B-04924)    | Situl arheologic de la Negreni - "Șesul Mic" / ansamblu anonim (Categorie: locuire civilă) (Tip: Așezare)                     | sat Negreni, comuna Ileanda    | Șesul Mic           |                      |            |            | Încărcați imagine | Raportați eroare |
| 141660.02.01 (Cod LMI: SJ-I-s-B-04925)    | Așezarea neolitică de la Negreni - "Arie" / ansamblu anonim (Categorie: locuire civilă) (Tip: Așezare)                        | sat Negreni, comuna Ileanda    | Arie                |                      |            |            | Încărcați imagine | Raportați eroare |
| 141660.03.01 (Cod LMI: SJ-I-s-B-04926)    | Turnul roman de la Negreni - "Poiana în arbore" / ansamblu anonim (Categorie: fortificație) (Tip: Turn)                       | sat Negreni, comuna Ileanda    | Poiana în arbore    | romană sec. II - III |            |            | Încărcați imagine | Raportați eroare |
| 141660.04.01 (Cod LMI: SJ-I-s-B-04927)    | Turn din epoca romană de la Negreni - "Podireu" / ansamblu anonim (Categorie: fortificație) (Tip: Turn)                       | sat Negreni, comuna Ileanda    | Podireu             | romană sec. II - III |            |            | Încărcați imagine | Raportați eroare |
| 142248.01.01 (Cod LMI: SJ-I-s-A-04928)    | Situl arheologic de la Nușfalău - "Țigoiul lui Benedek" / ansamblu anonim (Categorie: locuire civilă) (Tip: Așezare)          | sat Nușfalău, comuna Nușfalău  | Țigoiul lui Benedek | geto-dacică          |            |            | Încărcați imagine | Raportați eroare |
| 142248.01.02 (Cod LMI: SJ-I-s-A-04928)    | Situl arheologic de la Nușfalău - "Țigoiul lui Benedek" / ansamblu anonim (Categorie: locuire civilă) (Tip: Așezare)          | sat Nușfalău, comuna Nușfalău  | Țigoiul lui Benedek |                      |            |            | Încărcați imagine | Raportați eroare |
| 142248.01.03 (Cod LMI: SJ-I-s-A-04928)    | Situl arheologic de la Nușfalău - "Țigoiul lui Benedek" / ansamblu anonim (Categorie: locuire civilă) (Tip: Așezare)          | sat Nușfalău, comuna Nușfalău  | Țigoiul lui Benedek | sec. IX              |            |            | Încărcați imagine | Raportați eroare |
| 142248.02.01 (Cod LMI: SJ-I-s-A-04929)    | Necropola medievală de la Nușfalău- La Vulpiște / ansamblu anonim (Categorie: descoperire funerară) (Tip: Necropolă tumulară) | sat Nușfalău, comuna Nușfalău  | La Vulpiște         | sec. VIII - IX       |            |            | Încărcați imagine | Raportați eroare |
| 142186.01                                 | Topor eneolitic la Năpradea (Categorie: descoperire izolată) (Tip: obiect izolat)                                             | sat Năpradea, comuna Năpradea  |                     |                      |            |            | Încărcați imagine | Raportați eroare |
| 139786.01                                 | Topor eneolitic la Nadiș Dealul Noțig (Categorie: descoperire izolată) (Tip: obiect izolat)                                   | sat Nadiș, oraș Cehu Silvaniei | Dealul Noțig        |                      |            |            | Încărcați imagine | Raportați eroare |